# Кубок ірландської ліги з футболу
Кубок Ірландської Ліги з футболу (англ. League of Ireland Cup) — кубок ірландського Прем'єр-дивізіону, в якому грають клуби елітної ліги, але іноді запрошуються команди нижчих дивізіонів. Формат турніру часто змінюється. Вперше розіграний 1973 року, замінивши собою аналогічний турнір — Трофей Ірландської ліги, який проводився з 1922 року. Першим переможцем кубку був «Вотерфорд Юнайтед».

## Переможці
| Клуб                   | Перемог | Фіналів | Сезони перемог                                                                    |
| ---------------------- | ------- | ------- | --------------------------------------------------------------------------------- |
| «Деррі Сіті»           | 11      | 3       | 1988/89, 1990/91, 1991/92, 1993/94, 1999/2000, 2005, 2006, 2007, 2008, 2011, 2018 |
| «Дандалк»              | 7       | 4       | 1977/78, 1980/81, 1986/87, 1989/90, 2014, 2017, 2019                              |
| «Сент-Патрікс Атлетік» | 4       | 2       | 2000/01, 2003, 2015, 2016                                                         |
| «Атлон Таун»           | 3       | 2       | 1979/80, 1981/82, 1982/83                                                         |
| «Богеміанс»            | 3       | 2       | 1974/75, 1978/79, 2009                                                            |
| «Лімерик»              | 3       | 2       | 1975/76, 1992/93, 2001/02                                                         |
| «Корк Сіті»            | 3       | 2       | 1987/88, 1994/95, 1998/99                                                         |
| «Шемрок Роверс»        | 2       | 7       | 1976/77, 2013                                                                     |
| «Слайго Роверз»        | 2       | 3       | 1997/98, 2010                                                                     |
| «Голвей Юнайтед»       | 2       | 2       | 1985/86, 1996/97                                                                  |
| «Вотерфорд Юнайтед»    | 2       | 1       | 1973/74, 1984/85                                                                  |
| «Дрогеда Юнайтед»      | 2       | 1       | 1983/84, 2012                                                                     |
| «Шелбурн»              | 1       | 3       | 1995/96                                                                           |
| «Лонгфорд Таун»        | 1       | 1       | 2004                                                                              |
| «Фінн Гарпс»           | -       | 3       | -                                                                                 |
| УКД                    | -       | 2       | -                                                                                 |
| «Корк Альбертс»        | -       | 1       | -                                                                                 |
| «Вексфорд Ютс»         | -       | 1       | -                                                                                 |
| «Монахан Юнайтед»      | -       | 1       | -                                                                                 |
| «Коб Рамблерс»         | -       | 1       | -                                                                                 |